# L'Homme en culottes courtes
Pour plus de détails, voir Fiche technique et Distribution.
L'Homme en culottes courtes (L'uomo dai calzoni corti) est un film italo-espagnol réalisé par Glauco Pellegrini, sorti en 1958.

## Fiche technique
- Titre original : L'uomo dai calzoni corti
- Titre français : L'Homme en culottes courtes
- Réalisation : Glauco Pellegrini
- Scénario : Glauco Pellegrini, Ugo Pirro, Liana Ferri, José Gutiérrez Maesso (it), Ricardo Muñoz Suay et Alfonso Sastre
- Photographie : Carlo Montuori
- Montage : Gisa Radicchi Levi
- Musique : Carlo Rustichelli
- Pays d'origine : Italie - Espagne
- Format : Noir et blanc - Mono
- Genre : comédie dramatique
- Durée : 106 minutes
- Date de sortie : 1958

## Distribution
- Edoardo Nevola (it) : Salvatore 'Pagnottella' D'Esposito
- Francisco Rabal : Mario

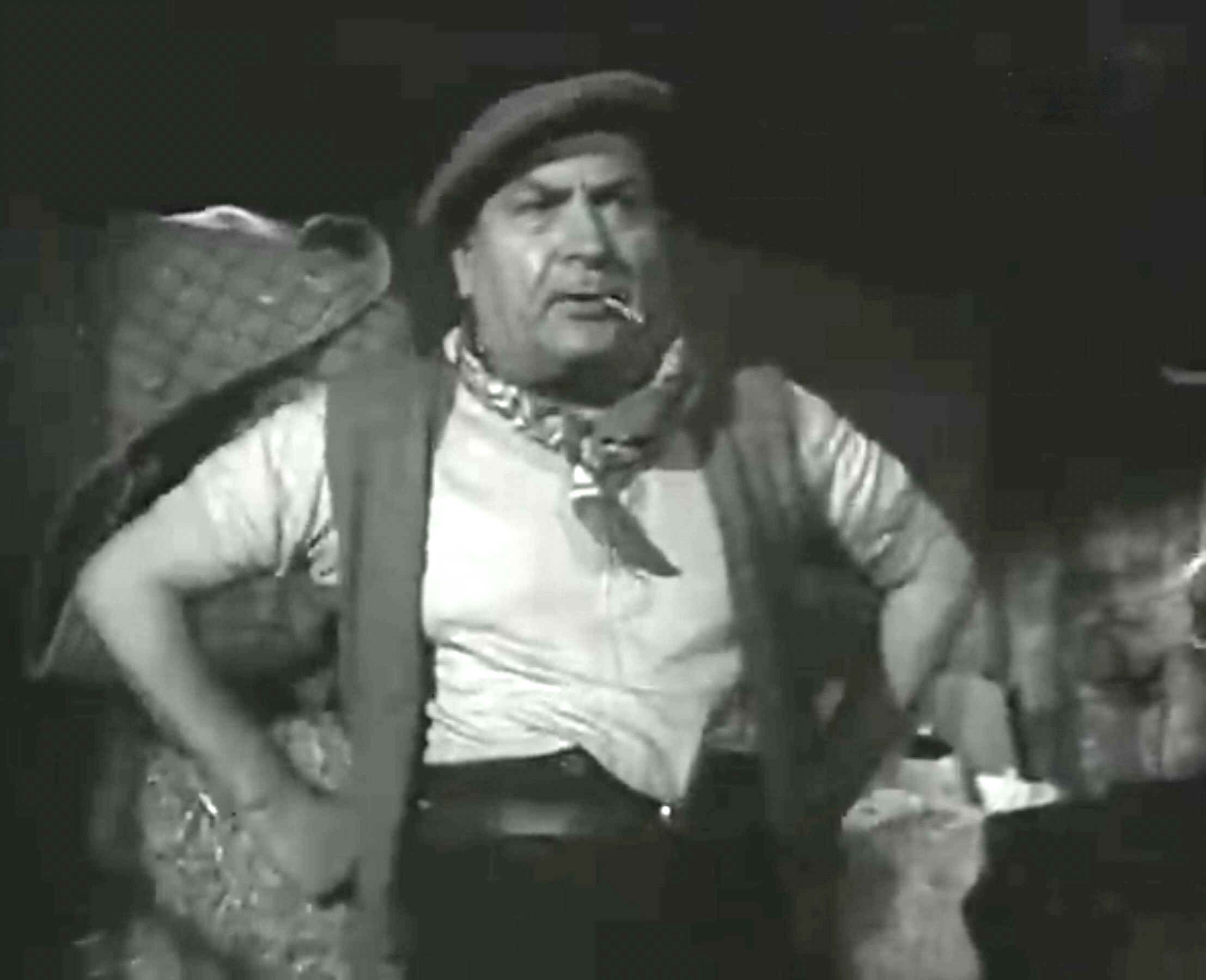
Juan Calvo dans une scène du film.

- Eduardo De Filippo : Gennaro Esposito
- Memmo Carotenuto : Nando
- Alida Valli : Carolina
- Irene Cefaro : Stella
- Julia Martínez : Gina
- Juan Calvo Domenech (it) : l'homme dans le train
- Gastone Renzelli (it) : Pietro
- Isabel de Pomés (it) : Adele
- Franco Balducci : Pasqualino
- Luisa Conte (it) : la femme de Gennaro
- Félix Fernández : le conte Parvis